# Slanisko Dobré Pole
Slanisko Dobré Pole este o arie protejată (sit de importanță comunitară — SCI) din Republica Cehă întinsă pe o suprafață de 3,7 ha, integral pe uscat.

## Localizare
Centrul sitului Slanisko Dobré Pole este situat la coordonatele 48°49′20″N 16°31′54″E / 48.822222°N 16.531667°E.

## Înființare
Situl Slanisko Dobré Pole a fost declarat sit de importanță comunitară în aprilie 2005 pentru a proteja un număr necunoscut de specii din flora spontană și fauna sălbatică aflate în arealul zonei.

## Biodiversitate
Situată în ecoregiunea panonică, aria protejată conține 1 habitat natural: Pășuni continentale udate de apa mării.
La baza desemnării sitului se află un număr nedeclarat de specii protejate.